# Механизм Хиллса
Механизм Хиллса (англ. Hills mechanism) — явление разрушения двойной звёздной системы гравитационным притяжением сверхмассивной чёрной дыры, при котором одна из звёзд системы остаётся на орбите вокруг чёрной дыры, а другая выбрасывается в окружающее пространство с очень высокой скоростью в результате взаимодействия трёх тел.
Это явление было предложено американским астрофизиком Джеком Хиллсом в 1988 году. Получило подтверждение в 2019 году, когда был обнаружен пример такой выброшенной звезды. Выброшенная звезда, а именно S5-HVS1, звезда спектрального класса A главной последовательности, известная как самая быстрая звезда на ноябрь 2019 года, движется со скоростью 1755 км/с (почти 0,6 % скорости света) от галактического ядра Млечного Пути.